# Alfons Pavić
Alfons Pavić (Ljubljana, 11. kolovoza 1839. – 1919.), hrvatski državni dužnosnik, jedan od najvećih dobrotvora poljičkog kraja, prvi povjesničar koji se bavio Poljičkom Republikom rodom iz plemićke obitelji.
Zbog zanimanja za svoje korijene pristupio je izradi djela Prinosi povijesti Poljica kojim je stekao epitet "oca poljičke historiografije".

## Životopis
Rodio se je 1839. godine u obitelji koja je nosila pridjevak „von Pfauenthal“ (Paunova dolina) još diplomom od 1799. godine. Alfons je poslije dobio naslov baruna, kao i dvojici sinova njegova brata Dragutina ukazom cara Franje Josipa od 26. veljače 1918. godine. Alfons je nastavio tradiciju članova obitelji, koji su obnašali časne dužnosti u Austro-Ugarskoj monarhiji.
Nije znao da je poljičkih korijena kad je došao u carsku pokrajinu Dalmaciju na službu carskog potpredsjednika namjestništva. Imao je neke sumnje da je podrijetlom iz Dalmacije pa je kotarskim poglavarima pisao neka istraže odakle su mu predci. Za udovoljiti tom zahtjevu, sinjski poglavar Arcon dao je zadaću glavaru Mati Jeliću iz Donjeg Doca prikupiti podatke o poljičkim Pavićima. Jelić je potom pošao kod don Petra Škarice, koji je pronašao stare spise i grb plemena Pavića. Našli su da je pod mletačkim vrhovništvom pošao jedan Pavić iz Poljica na službu u mletačku vojsku. Životni put ga je odnio u Sloveniju. Odnosne spise koje su dokazivali Pavićevo poljičko podrijetlo poglavar je dostavio namjesniku.
Obnašao je u Zadru dužnost carskog potpredsjednika Dalmatinskog namjesništva od 1883. pa sve do 1903. godine. Spoznavši da je rodom Poljičanin, zajedno s bratom pukovnikom Dragutinom Pavićem 3. kolovoza 1883., na granici Poljica između Doca Donjega i Kotlenica kod t.zv. Obišenog duba, sišao je s konja poljubio je poljički kamen. Otada je više puta išao u pohode postojbini svojih predaka. Od tada je više puta pohodio Poljica, materijalno ih pomagao te postao najpoznatiji poljički historiograf. 
Zaslužan je za probijanje brojnih putova kroz Poljica: ističu se onaj od Strožanca do Blata na Cetini, odnosno Podgrađa te put od Omiša do Gata, proširen je konjski put od Gata preko Rašeljke do Gornjeg Doca. Dao je i graditi mostove preko Cetine u Omišu, Podgrađu, Srijanima, Blatu na Cetini, kod Korešnice (Rakite) oštećen 2020. godine u građevinskim zahvatima. Od crkvice Sv. Roka (390 m) gdje započinje t.zv. Pavića put koji su Poljičani izgradili uz Pavićevu financijsku pomoć. I danas se most između Blata na Cetini i Podgrađa naziva Pavića most. Dao je popravljati i crkve, škole i druge javne prostorije. Prva škola u Gornjim Poljicima Pavićev je dar, a otvorio ju je župnik Matijaca 1861. godine. 1862. godine otvorena je i škola u Donjem Docu. 25. svibnja 1899. pohodio Poljica, a u uspomenu na pohod narod je postavio spomen-ploču. Poslije službovanja povukao se je u svoj ljetnikovac na Bledu gdje je umro 1919. bez izravnih potomaka.
Objavio je djela: Prinosi povijesti Poljica (Sarajevu, 1903.), Mosor (Zadar, 1907.) i Štatut poljički (Sarajevo, 1908.)
Uz Pavića se vezuje jedna legenda. Na jednom od radova Poljičani su pri probijanju puta naišli na kamen kojeg nisu mogli probiti o čemu su izvijestili Pavića. Pavić je otpovjedio "Može li kilogram zlata za kilogram kamena?", na šta su Poljičani potvrdno odgovorili i tako je bilo.